# 尚布利沃
尚布利沃（法語：Chamboulive，法語發音：[ʃɑ̃buliv]）是法国科雷兹省的一个市镇，属于蒂勒区。

## 地理
尚布利沃（45°25'56"N, 1°42'16"E）面积46.8 平方千米，位于法国新阿基坦大区科雷兹省，该省份为法国中南部省份，北起上维埃纳省和克勒兹省，西接多爾多涅省，南至洛特省，东临多姆山省和康塔爾省。
与尚布利沃接壤的市镇（或旧市镇、城区）包括：博蒙、埃比里、勒隆扎克、皮埃尔菲特、圣雅勒、圣萨尔瓦杜、塞亚克。

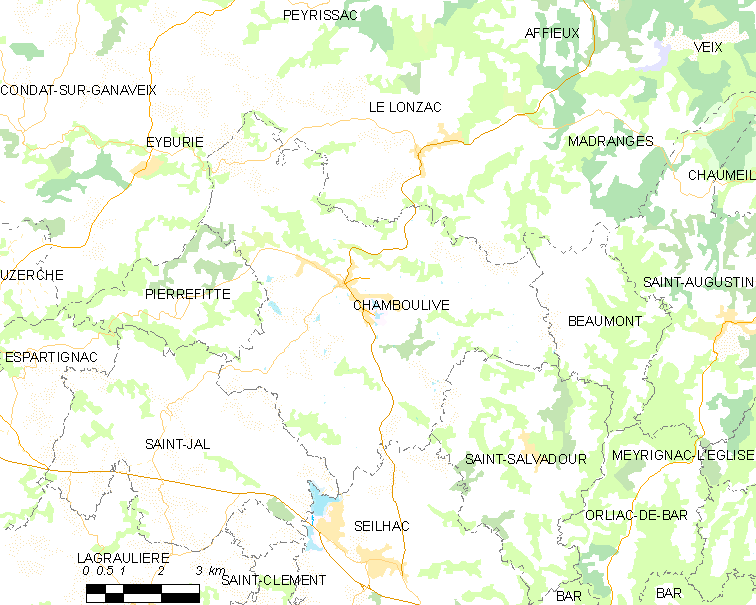
尚布利沃的OSM定位图

尚布利沃的时区为UTC+01:00、UTC+02:00（夏令时）。

## 行政
尚布利沃的邮政编码为19450，INSEE市镇编码为19037。

## 政治
尚布利沃所属的省级选区为塞亚克-莫内迪耶尔县。

## 人口

1962-2008年间尚布利沃人口变化图示

尚布利沃于2022年1月1日时的人口数量为1158人。